# Кара Карайев
Кара̀ Абулфа̀з оглу̀ Кара̀йев (на азербайджански: Qara Qarayev, на руски: Кара Караев, на английски: Gara Garayev) е водещ азербайджански композитор, пианист, диригент и педагог един от най-ярките представители на школата на Дмитрий Шостакович.
Той е професор в Бакинската консерватория, академик на Азербайджанската академия на науките, народен артист на СССР, герой на социалистическия труд, лауреат на Ленинска награда, депутат във Върховния съвет на СССР.

## Фамилия
Дядото на Кара Караев по бащина линия Фарадж Хаджи Кара оглу (оттук фамилията Карайев) произхожда от Фатмаи, малко селище на полуостров Абшерон, разположено недалеч от Баку. Искендер-бек Ахундов, дядото по майчина линия, принадлежи към известната някога фамилия Шемаха. Съпругата му Зулейха произхожда от знатното, но обедняло семейство на Байрамалибекови. И двете фамилии, които се сродяват, са представители на демократичната прослойка на бакинската интелигенция до началото на 20 век и не разполагат с твърде голямо богатство.
Родителите на Кара учат в един клас и се познават още от детските години. Абулфас Фарадж оглу Карайев, бащата на Кара, е педиатър, светило на детската медицина за онова време. Завършил медицинския институт в Одеса, още преди революцията той се радва на голям авторитет като диагностик, а по-късно и като теоретик. В продължение на много години преподава в Азербайджанския държавен медицински институт в Баку и е ръководител на Научноизследователския институт за защита на майчинството и детството. След смъртта му през 1952 г., името му е дадено на Клиниката по детски болести в Азербайджанския държавен медицински институт.
Сона Искендерова, майката на Кара, е една от малкото жени в Азербайджан, получили по време на царизма добро образование, включително и музикално. Тя публикува стихове в различни списания, свири на пиано и преподава последователно в няколко музикални училища.
Кара Карайев е женен за Татяна Николаевна Нечаева, с която имат две деца. Синът му Фарадж (р.1943) е ученик на баща си и става композитор, професор по теория на музиката в Московската консерватория. Дъщеря му Зулейха е пианистка и в продължение на много години живее в Турция, където е преподавател по пиано.

## Биография
Кара Абулфаз оглу Карайев е роден на 5 февруари 1918 г. в Баку. На 8-годишна възраст започва да учи в музикалното училище към Бакинската консерватория при пианиста Георгий Шароев. След това продължава образованието си в Рабфака на консерваторията със специалност пиано. През 1935 г. е приет като студент в консерваторията в класа по класическа композиция на родения в Латвия професор Леополд Рудолф, ученик на Сергей Танеев. Освен при него, учи и основи на народната музика при професор Узеир Хаджибеков (Хаджибейов), първия професионален композитор на Азербайджан. Там се запознава, освен с класическата музика, и с родния фолклор, изкуството на ашугите и жанра мугхам – един от основните жанрове на азербайджанската народна музика. През 1937 участва във фолклорна експедиция, където изучава и записва песните на ашугите.
Важна роля за формирането на неговия талант изиграват двама изключителни музиканти – Узеир Хаджибеков и Дмитрий Шостакович. Карайев започва творческата си дейност през 1937 г. и през същата година за първи път пише и филмова музика. Най-значителното му произведение от студентските години е музикалната картина за пиано „Царскоселска статуя“, създадена през 1937 г. по стихове на Александър Пушкин. Година след това написва социалистическата реалистична кантата „Песента на сърцето“. Талантът на младия композитор получава признание, когато, само 20-годишен, е приет в Съюза на азербайджанските композитори.
През 1939 г. продължава обучението си в Московската консерватория при Сергей Василенко и Анатолий Александров. Втората световна война го принуждава да се върне в Баку, където известно време работи като художествен ръководител в Азербайджанската държавна филхармония. През 1943 г. се връща в Москва, заедно със семейството си и приятеля и състудент Ахмед Хаджиев. Двамата продължават обучението си в консерваторията при Дмитрий Шостакович. През студентските си години написва доста произведения, между които фуга за струнен квартет, оркестрова пасакалия и фуга, сонатина за пиано, Струнен квартет №1 и други. През 1946 г. завършва Московската консерватория в класа на Дмитрий Шостакович, със специалност композиция.
Веднага след това завършването си, Карайев става преподавател по композиция в Бакинската консерватория, като от 1949 до 1953 г. я оглавява в качеството си на ректор. През 1948 г. става доцент, през 1957 – професор и член на Съюза на кинематографистите на СССР. Преподава дълги години и изиграва сериозна роля за формирането на съвременната композиторска школа в Азербайджан, наброяваща няколко поколения творчески личности. През неговия клас преминават над 70 студента, сред които са синът му Фарадж, Ариф Мирзоев, Ариф Меликов, Владимир Шаински, Полад Бюлбюл оглу, Рауф Хаджиев, Xаям Мирзазаде, Васиф Адигьозалов, Тофик Бакиханов, Франгиз Ализаде и много други композитори.
През 1949 г. в СССР започва кампания срещу „безродните космополити“ и вълна от антисемитизъм, подклаждана от властите, обхваща цялата страна. По това време Карайев е ректор на Бакинската консерватория и кани в Баку няколко професора, евреи по националност, които са останали без работа в Москва, отлични преподаватели, от каквито консерваторията много се нуждае.
През 1952 г. пътува до Албания в състава на делегация от дейци на съветската култура и изкуство. Кара Карайев е активен и в живота на местния Съюз на композиторите, първо като председател на неговия съвет (1952), а след това като първи секретар (1956 – 1973). Освен това е член на Комитета за държавни (1950) и Ленински награди (1954). През 1955 е депутат във Върховния съвет на Азербайджанска ССР. На следващата година заминава за България с група на „Мосфилм“ за да работи по музиката на българо-съветския филм „Урокът на историята“. През 1961 г. става академик към Азербайджанската академия на науките.
Ненавършил 50 години Карайев вече е официално признат класик на съветската музика и притежател на всякакви звания, титли и длъжности, депутат, лауреат на всякакви държавни награди и притежател на най-високата премия в страната – Ленинската награда.
Кара Карайев е депутат във Върховния съвет на СССР през V и VІ сесия.
Кара Карайев умира на 13 май 1982 г. в Москва, на 64-годишна възраст. Погребан е в Баку в Алеята на честта.

## Творчество
Карайев пише музика в различни жанрове. Творчеството му включва композиции за музикален театър, симфонични и камерни инструментални произведения, романси, кантати, детски пиеси, музика за драматични представления и филми. Привлечен е от теми и сюжети от живота на различни народи по света, като се старае да проникне в структурата и духа на народната музика на Албания, Виетнам, Турция, България, Испания, африканските страни и арабския Изток. Някои от неговите творби са определяни като крайъгълен камък не само за собственото му творчество, но и за съветската музика като цяло
Редица негови мащабни творби са посветени на темата за Великата отечествена война и са създадени под прякото му впечатление от тези събития. Такава е Симфония №1 в две части, една от първите творби от този жанр в Азербайджан, създадена през 1943 г., която се отличава с остри контрасти на драматични и лирични образи. Симфония №2 от пет части, написана през 1946 г., е дипломната му работа, посветена на победата над фашизма. В нея традициите на азербайджанската музика са слети с класическите, а изразителната пасакалия се основава на жанра мугхам.
През 1945 г. приятелите Кара Карайев и Ахмед Хаджиев създават заедно операта „Ветен“ („Родина“), по либрето на режисьора Исмаил Хидаятзаде и поета Мамед Рахим, в която се акцентира върху идеята за приятелството между съветските народи при борбата им за освобождение на Родината.
Сред ранните камерни произведения се откроява „Царскоселска статуя“, Сонатина в ла минор за пиано (1943) и Втори струнен квартет, посветен на Шостакович (1947), отличаващ се с лек младежки колорит. Към най-добрите произведения на вокалната лирика на Карайев принадлежат романсите по стихове на Пушкин „На хълмовете на Грузия“ и „Обичах те“ (1947).
Сред произведенията от зрелия му период е симфоничната поема „Лейля и Меджнун“, по сборника от 5 поеми на персийския поет Низами Ганджеви (1947), която поставя основата на лирико-драматичната симфония в Азербайджан. Композиторът се обръща отново към творчеството на Низами, създавайки сюитата за симфоничен оркестър „Седем красавици“. През 1952 г. тя става основа за едноименния балет, написан от него по сценарий на Исмаил Хидаятзаде, С. Рахман и Юрий Слонимски. Сюжетният мотив е по произведението „Петицата“ („Хамзе“), в което е изобразен животът на азербайджанците в далечното минало и тяхната героична борба срещу потисниците. Творбата е блестящ пример за съчетаване на елементите на азербайджанския народен танц със симфоничните принципи на балетите на Пьотър Чайковски.
Композиторът изписва и 4 тетрадки с 24 прелюдии за пиано, като първата е започната през 1951 г., а последната е завършена през 1963 г. В тях ладовите особености на азербайджанската музика са съчетани с полифонични форми, стилизирани в духа на неокласицизма. В мелодичните линии и специфичната хармонизация в първите от тях се усеща тясната връзка с фолклора. При по-късните тази връзка постепенно затихва, а хармоничният език и клавирната фактура се усложняват. В допълнение към влиянието на руските и европейски класически традиции, на импресионистите и Шостакович, в Прелюдиите се усеща и влиянието на музиката на Игор Стравински и Сергей Прокофиев.
Интонациите на националния фолклор звучат дори и в такива произведения, в които е претворена музиката на чуждестранния фолклор, като „Албанска рапсодия“ от 1952 г. и сюитата „Виетнам“, създадена през 1955 г.
През 1958 г. Карайев написва емоционално богатия балет „Пътеката на гръмотевиците“, по романа на южноафриканския писател Питър Абрахамс, в който героичният патос е свързан с борбата на народите на Черна Африка. При него е интересна симфонизацията на негърски фолклорни елементи, а балетът е първото съветско произведение, развило африканска народна музика в такъв мащаб.
В зрелите му години в творчеството на Карайев продължава да се развива тенденцията към обогатяване на азербайджанската музика с класически изразни средства. Творбите, в които тя е особено изразена, включват симфоничната поема „Дон Кихот“ от 1960 г., по Мигел де Сервантес. Това е цикъл от осем пиеси, пропити с духа на испанската музика, в последователността на които се разгръща образът на Рицаря на печалния образ. Друга творба с подчертана такава тенденция е Соната за цигулка и пиано (1960), посветена на паметта на наставника му от детството, пианиста Владимир Михайлович Козлов. Финалът на творбата е драматична пасакалия, изградена върху негова звукова анаграма. Към тази тенденция се отнасят и последните 6 пиеси от цикъла 24 „Прелюдии за пиано“ (1951 – 1963).
В началото на 1961 г. и две години по-късно композиторът два пъти посещава САЩ и се запознава с най-новите тенденции в западната музика. Така стига до извода, че азербайджанската класическа музика, включително и неговата, изостава от нея с няколко десетилетия. Композиторът преоценява всичко, което е писал до този момент и се задълбочава в изучаването на додекафонията. В резултат написва две съчинения с тази техника – Симфония №3 за камерен оркестър през 1965 и Концерт за цигулка през 1967 г. При Симфония №3 народната стилистика е преплетена с голямо умение с класическата музика. Темата ѝ се отнася до размисли „за времето и за себе си“. В първата си част е многостранно пречупена и енергична, във втората звучи звънът на мелодиите на ашугите, а третата завършва с анданте и иронията на финалната фуга. Третата симфония и Концертът за цигулка стават определящите линии в развитие на азербайджанската композиторска школа.
В музиката си Карайев използва разнородни музикални модели, някои заимствани от 17 век, други – съвсем съвременни, свързани например със стила биг-бийт. През 1970 г. пише два варианта на монооперата „Нежност“ по пиесата на Анри Барбюс. През 1974 създава мюзикъла „Яростният гасконец“ по пиесата Сирано дьо Бержерак на Едмон Ростан. В него композиторът съчетава елементи от неокласицизма и рок-музиката. Творческите върхове на Карайев включват още Концерт за цигулка и оркестър от 1967, посветен на Леонид Коган и цикъла „12 фуги за пиано“ – последното негово произведение, създадено в болничното легло през 1982 г., пример за брилянтно полифонично умение.

### Произведения[8]
- 1937 – 6 обработки на азербайджански народни песни
- 1937 – кантатата „Песента на щастието“ за пиано и оркестър
- 1937 – „Поема на радостта“ за пиано и оркестър
- 1937 – музикалната картина за пиано „Царскоселска статуя“
- 1937 – Траурна прелюдия
- 1938 – кантатата „Песента на сърцето“
- 1938 – Спортна сюита за духов оркестър
- 1939 – Азербайджанска сюита
- 1939 – Тригласна фуга
- 1939 – Приспивна песен за хор без съпровод
- 1939 – 3 таснифа за глас и оркестър
- 1940 – Азербайджанска рапсодия
- 1940 – Фуга за струнен квартет
- 1940 – Соната за пиано №1
- 1940 – Сонатина за пиано
- 1941 – Пасакалия и тройна фуга
- 1942 – Струнен квартет №1
- 1942 – Квартетино за струнен квартет
- 1943 – Азербайджански марш за духов оркестър
- 1943 – Сонатина в ла минор за пиано
- 1943 – Соната за пиано №2
- 1943 – Симфония №1
- 1944 – Ашугски марш за народен оркестър
- 1945 – операта „Родина“, съвместно с Ахмед Хаджиев
- 1946 – 6 рубаи по стихове на Омар Хаям за глас и пиано
- 1946 – Симфония №2, посветена на победата над фашизма
- 1947 – „Есен“ за хор без съпровод
- 1947 – кантатата „Песен за щастието“
- 1947 – Струнен квартет №2
- 1947 – симфоничната поема „Лейля и Меджнун“
- 1948 – Приветствен марш с фанфари
- 1949 – „На хълмовете на Грузия“, романс по стихове на Пушкин за глас и пиано
- 1949 – „Обичах те“, романс по стихове на Пушкин за глас и пиано
- 1949 – симфоничната сюита „Седем красавици“
- 1950 – 6 детски пиеси
- 1951 – 1963 – 24 прелюдии за пиано
- 1951 – Марш на бакинските петролни работници за духов оркестър
- 1951 – „Пионерска песен за мира“
- 1952 – балетът „Седем красавици“
- 1952 – Албанска рапсодия
- 1953 – Хореографски картини
- 1953 – Сюита от музиката към филма „Повест за каспийските петролни работници“
- 1953 – „Песен на морските петролни работници“
- 1955 – сюита „Виетнам“
- 1957 – „Танц“ за естраден оркестър
- 1957 – „Нергиз-песен“ за естраден оркестър
- 1958 – балетът „Пътеката на гръмотевиците“
- 1958 – Три ноктюрни за глас и джазов оркестър
- 1959 – кантатата „Нашата партия“
- 1959 – кантатата „Знаменосецът на епохата“
- 1960 – симфоничната поема „Дон Кихот“
- 1960 – Соната за цигулка и пиано
- 1965 – Симфония №3
- 1966 – Класическа сюита за камерен оркестър
- 1966 – 6 детски пиеси
- 1967 – Концерт за цигулка и оркестър
- 1967 – две сюити към балета „Пътеката на гръмотевиците“
- 1969 – балетът „Лейля и Меджнун“
- 1970 – ораторията „Ленин“
- 1972 – „Нежност“ – монодрама по Анри Барбюс за женски глас и камерен оркестър, в два варианта
- 1972 – „Химн на дружбата“
- 1973 – мюзикълът „Яростният гасконец“ по Едмон Ростан

### Филмова музика[11][12]
- 1937 – „Една от единадесет“, документален, със съавтори Ниязи и Ахмед Хаджиев
- 1943 – „Семейство“
- 1944 – „Каспийците“, документален
- 1950 – „Огньовете на Баку“
- 1953 – „Повест за каспийските петролни работници“, документален
- 1955 – „Виетнам“
- 1956 – „Урокът на историята“, българо-съветски
- 1957 – „Дон Кихот“
- 1957 – „Двама от един квартал“
- 1958 – „Нейното голямо сърце“
- 1959 – „Покорители на морето“, документален
- 1959 – „Истински приятел“
- 1959 – „Златният ешелон“
- 1959 – „На далечни брегове“
- 1960 – „Матео Фалконе“
- 1961 – „Сказание за любовта“
- 1964 – „Седем красавици“, филм балет
- 1967 – „Човекът пуска котва“
- 1971 – „Гоя, или тежкият път на познанието“, продукция на ГДР, СССР, България, Югославия
- 1977 – „Композиторът Кара Карайев“, документален
- 1982 – „Седем красавици“, филм балет
- 1982 – „Низами“

### Театрална музика
- 1942 – „Мирза Хаял“ от М. Джалал
- 1947 – „Победители“ от Борис Чирсков
- 1949 – „Отело“ от Шекспир
- 1949 – „Учител по танци“ от Лопе де Вега
- 1955 – „Зимна приказка“ от Шекспир
- 1955 – „Оптимистична трагедия“ от Всеволод Вишневски
- 1956 – „Ексцентрик“ от Назъм Хикмет
- 1958 – „Бяг“ от Михаил Булгаков
- 1959 – „Дамоклов меч“ от Назъм Хикмет
- 1959 – „Маскарад“ от Михаил Лермонтов
- 1962 – „Бунтът на жените“ от Назъм Хикмет и Виктор Комисаржевски
- 1964 – „Антоний и Клеопатра“ от Шекспир
- 1966 – „Човекът пуска котва“ от Имран Касумов
- 1966 – „Мъртвите“ от Джалил Мамедкулизаде
- 1968 – „Животът на Сент Екзюпери“ от Леонид Малюгин
- 1968 – „Хамлет“ от Шекспир
- 1969 – „Хенри IV“ от Шекспир
- 1970 – „Артьом“ от Александър Хазин
- 1972 – „Жената зад зелената врата“ от Рустам Ибрахимбеков

## Награди[1][9]
- 1944 – медал „За отбраната на Кавказ“
- 1946 – Сталинска награда за операта „Родина“
- 1948 – Сталинска награда за симфоничната поема „Лейля и Меджнун“
- 1955 – Заслужил деец на изкуството на Азербайджанската
- 1958 – Народен артист на Азербайджанската ССР
- 1959 – Народен артист на СССР
- 1961 – Орден „Червено знаме на труда“
- 1965 – Държавна награда на Азербайджанската ССР
- 1967 – Ленинска награда за мюзикъла „Яростният гасконец“
- 1967 – Орден на Ленин
- 1971 – Орден „Октомврийска революция“
- 1978 – Герой на социалистическия труд
- 1978 – Орден на Ленин

Медал „За доблестен труд във Великата отечествена война 1941 – 1945 г.“
Медал „В чест на 100-годишнината от рождението на Владимир Илич Ленин“

## Памет[5][8]
Името на Карайев носят:
- Метростанция в Баку
- Булевард в Баку
- Музикално училище №8 в Баку
- Улица в азербайджанския град Имишли
- Музикално училище №75 в Москва
- Ферибот на азербайджанската каспийска параходна компания
- На 3 февруари 2014 г. на улица „Май“ в Баку е открит паметник на Кара Карайев, чийто автор е скулптурът Фазил Наджафов. Около паметника са настлани гранитни плочи, върху които са гравирани нотите на безсмъртния валс на Кара Караев.[6][13]
- На стената на къщата в Баку, в която е живял композиторът, е поставена паметна плоча.
- През 1998 Издадена е азербайджанска пощенска марка в чест на 80-годишнината на композитора